# Joguina malayana
Joguina malayana is een insect uit de familie van de gaasvliegen (Chrysopidae), die tot de orde netvleugeligen (Neuroptera) behoort. 
Joguina malayana is voor het eerst wetenschappelijk beschreven door Banks in 1931.